# Promachus felinus
Promachus felinus är en tvåvingeart som beskrevs av Wulp 1872. Promachus felinus ingår i släktet Promachus och familjen rovflugor. Inga underarter finns listade i Catalogue of Life.